# 3403 Tammy
3403 Tammy је астероид главног астероидног појаса чија средња удаљеност од Сунца износи 2,413 астрономских јединица (АЈ).
Апсолутна магнитуда астероида је 13,0.